# Christian Laurissergues
Christian Laurissergues, né le 7 août 1939 à Bordeaux, est un homme politique français. 

## Mandats
- 11 mars 1973 - 2 avril 1978 : Député de la 1re circonscription de Lot-et-Garonne
- 12 mars 1978 - 22 mai 1981 : Député de la 1re circonscription de Lot-et-Garonne
- 21 juin 1981 - 1er avril 1986 : Député de la 1re circonscription de Lot-et-Garonne
- 16 mars 1986 - 14 mai 1988 : Député de Lot-et-Garonne